# Carapelle
Carapelle är en ort och kommun i provinsen Foggia i regionen Apulien i Italien. Kommunen hade 6 943 invånare (2021).